# Peter Sarstedt
Peter Eardley Sarstedt (* 10. Dezember 1941 in Delhi, Britisch-Indien; † 8. Januar 2017 in Sussex, England) war ein britischer Singer-Songwriter und Gitarrist.

## Leben
Sarstedt wurde als Sohn britischer Kolonialbeamter in der damaligen britischen Kolonie Indien geboren. Neun Jahre nach der indischen Unabhängigkeit zog die Familie 1954 nach England. Der vorausgereiste Vater war gestorben, bevor die restliche Familie England erreichte.
Im Laufe seiner Karriere schrieb Sarstedt mehr als 100 Lieder. Sein größter Erfolg war 1969 Where Do You Go To (My Lovely)?, ein Lied, das er an eine Marie-Claire richtete und das nicht nur von der aufkeimenden Rock/Pop-Bewegung beeinflusst war, sondern auch starke Elemente des französischen Chansons aufweist. Das Lied war ein Nummer-eins-Hit in Großbritannien und auch international sehr erfolgreich, er wurde dafür mit dem Ivor Novello Award ausgezeichnet. Noch 1998 erhielt er insgesamt 60.000 Pfund jährlich an Royaltys für den Song. Where Do You Go To (My Lovely) wird im Film The Darjeeling Limited und vor allem in dessen „Prolog“ Hotel Chevalier (beide aus dem Jahre 2007) prominent eingesetzt.
Sein anschließender Song Frozen Orange Juice schaffte es 1969 nochmal auf Platz 10 der britischen Charts, ansonsten blieb ihm der große kommerzielle Erfolg in späteren Jahren verwehrt. Dennoch veröffentlichte er bis 2008 weitere Alben. Typisch waren die lyrischen Texte mit authentisch wirkenden Geschichten (Beirut, Mulberry Dawn, Hemingway, Love Among the Ruins). Der Song The Last of the Breed vom Album England’s Lane aus dem Jahr 1997 trägt den Untertitel Lovely 2 und greift als Hintergrundgeschichte seinen Hit Where Do You Go To (My Lovely) um die Hauptfigur Marie-Claire auf.
Vor Sarstedts Karriere war bereits sein Bruder Richard (unter dem Pseudonym Eden Kane) zu Beginn der 1960er Jahre zum Idol der Teenager avanciert. Mitte der 1970er Jahre erreichte auch sein Bruder Robin die Hitparaden. Im Januar 2017 starb Sarstedt 75-jährig an progressiver supranukleärer Blickparese. Er hinterließ seine Ehefrau und zwei erwachsene Kinder.

## Diskografie

### Alben
| Jahr | Titel          | Höchstplatzierung, Gesamtwochen, AuszeichnungChartsChartplatzierungen (Jahr, Titel, Platzierungen, Wochen, Auszeichnungen, Anmerkungen) | Anmerkungen |
| Jahr | Titel          | UK | Anmerkungen |
| ---- | -------------- | --- | ----------- |
| 1969 | Peter Sarstedt | UK8 (4 Wo.)UK |             |

Weitere Alben
- 1969: As Though It Were a Movie
- 1971: Every Word You Say Is Written Down
- 1971: Another Day Passes By
- 1973: Worlds Apart Together
- 1975: Tall Tree
- 1979: Ps…
- 1981: Up Date
- 1986: Colors: Asia Minor
- 1987: Never Say Goodbye
- 1997: England's Lane
- 2004: Singer/Songwriter
- 2006: On Song
- 2008: The Lost Album
- 2008: Restless Heart
- 2012: Highlights – the Demos

### Singles
| Jahr | Titel Album                    | Höchstplatzierung, Gesamtwochen, AuszeichnungChartplatzierungen (Jahr, Titel, Album, Platzierungen, Wochen, Auszeichnungen, Anmerkungen) | Höchstplatzierung, Gesamtwochen, AuszeichnungChartplatzierungen (Jahr, Titel, Album, Platzierungen, Wochen, Auszeichnungen, Anmerkungen) | Höchstplatzierung, Gesamtwochen, AuszeichnungChartplatzierungen (Jahr, Titel, Album, Platzierungen, Wochen, Auszeichnungen, Anmerkungen) | Höchstplatzierung, Gesamtwochen, AuszeichnungChartplatzierungen (Jahr, Titel, Album, Platzierungen, Wochen, Auszeichnungen, Anmerkungen) | Anmerkungen               |
| Jahr | Titel Album                    | DE | AT | UK | US | Anmerkungen               |
| ---- | ------------------------------ | --- | --- | --- | --- | ------------------------- |
| 1969 | Where Do You Go To (My Lovely) | DE9 (5 Wo.)DE | AT16 (4 Wo.)AT | UK1 Silber · (16 Wo.)UK | US70 (6 Wo.)US | B-Seite: Morning Mountain |
| 1969 | Frozen Orange Juice            | — | — | UK10 (9 Wo.)UK | — | B-Seite: Arethusa Loser   |

Weitere Singles
- 1967: In the Day of My Youth / My Monkey Is a Junkie
- 1968: I Must Go On / Mary Jane
- 1968: I Am a Cathedral / Blagged
- 1969: As Though It Were a Movie / Take Off Your Clothes
- 1969: Without Darkness / Step into the Candlelight
- 1971: You’re a Lady / Useless
- 1972: Every Word You Say / What Makes One Man Feel
- 1975: Tall Tree / Mellowed Out
- 1978: Beirut / Hollywood Sign
- 1978: You’ll Never Be Alone Again / Waitress in the Whiskey
- 1979: Mulberry Dawn / I Am No Longer
- 1979: The Far Pavilions / Juli’s Theme
- 1981: English Girls / Frozen Orange Juice
- 1982: Love Among the Ruins / Don Quixote
- 1984: Other People’s Lives / You’ll Never Be Alone Again
- 1986: Hemingway / Don Quixote
- 1987: Suzanne / Stress